# Марілейді Пауліно
Марілейді Пауліно (25 жовтня 1996 , Nizaod, Перавія ) — домініканська легкоатлетка, що спеціалізується на бігу на короткі дистанції, срібна призерка Олімпійських ігор 2020 року, чемпіонка світу.

## Кар'єра
| Рік                                  | Змагання                                 | Місце проведення                     | Місце                                | Дисципліна                           | Результат                            | Примітки                             |
| Представник Домініканська Республіка | Представник Домініканська Республіка     | Представник Домініканська Республіка | Представник Домініканська Республіка | Представник Домініканська Республіка | Представник Домініканська Республіка | Представник Домініканська Республіка |
| ------------------------------------ | ---------------------------------------- | ------------------------------------ | ------------------------------------ | ------------------------------------ | ------------------------------------ | ------------------------------------ |
| 2019                                 | Чемпіонат світу                          | Доха, Катар                          | 17 (пф.)                             | біг на 200 метрів                    | 23.03                                | SB                                   |
| 2019                                 | Всесвітні Ігри серед військовослужбовців | Ухань, Китай                         | 2                                    | біг на 200 метрів                    | 23.18                                |                                      |
| 2021                                 | Олімпійські ігри                         | Токіо, Японія                        | 2                                    | біг на 400 метрів                    | 49.20                                | NR                                   |
| 2021                                 | Олімпійські ігри                         | Токіо, Японія                        | 2                                    | естафета 4×400 метрів, мікст         | 3:10.21                              | NR                                   |
| 2022                                 | Чемпіонат світу                          | Юджин, США                           | 2                                    | біг на 400 метрів                    | 49.60                                |                                      |
| 2022                                 | Чемпіонат світу                          | Юджин, США                           | 1                                    | естафета 4×400 метрів, мікст         | 3:09.82                              | WL NR                                |